# Премия имени А. Н. Веселовского
Премия имени Александра Николаевича Веселовского — награда, присуждаемая с 1997 года Российской академией наук. Присуждается Отделением историко-филологических наук (до 2002 года — Отделением литературы и языка) за выдающиеся работы в области теории литературы и сравнительного литературоведения и фольклористики. Премия названа в честь русского историка литературы Александра Николаевича Веселовского.

## Лауреаты премии
- 1997 — член-корреспондент РАН Андрей Дмитриевич Михайлов — за монографию «Французский героический эпос. Вопросы поэтики и стилистики»
- 2003 — доктор филологических наук Татьяна Георгиевна Леонова — за цикл работ «Фольклоры Севера», включающий следующие труды: «Русские сказки Сибири и Дальнего Востока: Волшебные. О животных», «Русский календарно-обрядовый фольклор Сибири и Дальнего Востока» из серии «Памятники фольклора народов Сибири и Дальнего Востока»; «Народная культура Муромцевского района»; пять книг из серии «Народная культура Сибири»
- 2005 — академик РАН Александр Борисович Куделин — за монографию «Арабская литература: поэтика, стилистика, типология, взаимосвязи»
- 2008 — академик РАН Григорий Максимович Бонгард-Левин, кандидат исторических наук Елена Валерьевна Ляпустина и Николай Всеволодович Котрелев — за издание текстов, исследование и комментарии «История и поэзия. Переписка И. М. Гревса и Вяч. Иванова»
- 2011 — доктор исторических наук Юрий Евгеньевич Берёзкин — за цикл работ «Фольклор и мифология»
- 2014 — доктор филологических наук Игорь Олегович Шайтанов — за цикл работ по исторической поэтике, сравнительному литературоведению, русской и английской литературе: «Александр Веселовский. Избранное: историческая поэтика», «Александр Веселовский. Избранное: На пути к исторической поэтике», «Компаративистика и/или поэтика. Английские сюжеты глазами исторической поэтики», «Шекспир»
- 2017 — доктор филологических наук Лидия Ивановна Сазонова — за первое академическое исследование и издание геральдико-эмблематической поэмы Симеона Полоцкого «Орел Российский»
- 2020 — член-корреспондент РАН Алексей Владимирович Сиренов и Глеб Валентинович Маркелов — за труд «Летописец небесных знамений: лицевой рукописный сборник XVII века из собрания Библиотеки Российской академии наук. В 2 т.»
- 2023 — член-корреспондент РАН Игорь Витальевич Силантьев — за серию работ по общей теории эпического и лирического мотива и метода комплексного анализа мотива в системе художественного произведения